# Kentucky Thoroughblades
Kentucky Thoroughblades var ett amerikanskt professionellt ishockeylag som spelade i American Hockey League (AHL) mellan 1996 och 2001. Laget spelade sina hemmamatcher i Rupp Arena i Lexington i Kentucky. År 2001 köpte NHL-laget San Jose Sharks Thoroughblades AHL-rättigheter och beslutade om att laget skulle flyttas till Cleveland i Ohio för att vara Cleveland Barons.
De var farmarlag främst till San Jose Sharks men även New York Islanders och Florida Panthers använde dem sporadiskt.
Spelare som spelade för Thoroughblades var bland andra Niklas Andersson, Dan Boyle, Matt Bradley, Zdeno Chára, Shean Donovan, Wade Flaherty, Sean Gauthier, Jim Montgomery, Jevgenij Nabokov, Fredrik Oduya, Ville Peltonen och Jamie Ram.